# Norio Minorikawa
Norio Minorikawa (jap. 御法川 法男, Minorikawa Norio; * 22. August 1944 in Setagaya; † 1. März 2025), besser bekannt unter seinem Künstlernamen Monta Mino (みの もんた, Mino Monta) war ein japanischer Fernsehmoderator.
Norio Minorikawa stammte aus Setagaya in Tokyo und hat nach der Rikkyō-Oberschule die Rikkyō-Universität besucht und beendet. Nach einer kurzen Zeit bei der konservativen japanischen Zeitung Sankei Shimbun wechselte er 1967 zum Schwesterunternehmen Nippon Cultural Broadcasting (NCB), wo er als Radiomoderator die Nachrichten der Baseball-Spiele und das Abendprogramm Seil Young moderierte.
Sein Künstlername Monta Mino stammte aus der NCB-Radiosendung All Japan Pop 20, welche Minorikawa ebenfalls moderierte. Im Jahre 1979 verließ Minorikawa NCB, um in der Firma seines Vaters in der Präfektur Aichi zu arbeiten. Minorikawa las aber weiterhin Nachrichten für Aichi Broadcasting vor.
Er präsentierte u. a. werktäglich das 3-stündige Morgenmagazin Mino Monta no Asa Zuba’! (みのもんたの朝ズバッ!) und das 2-stündige Mittagsmagazin Omoikkiri ii! TV (おもいッきりイイ!!テレビ), in dem Mino Ratschläge für Lebensstil, Gesundheit und andere Dinge gab, sowie jeden Samstag die Radiosendung Mino Monta no Weekend o Tsukamaeru (みのもんたのウィークエンドをつかまえろ).
Von 2000 bis 2007 war er auch der Moderator von Quiz$Millionaire (クイズ$ミリオネア, Kuizu$Mirionea), die japanische Version der Quizshow Who Wants to Be a Millionaire? (deutsche Version ist Wer wird Millionär?).
Am 28. November 2006 stellte Minorikawa einen Guinness-Weltrekord für die längste Live-Fernsehmoderation pro Woche, welche jemals stattgefunden hat, auf. Seine Bestzeit beträgt 21 Stunden und 42 Minuten. Mino Monta lebte in Kamakura (Präfektur Kanagawa).